# Hídló végén
A Hídló végén kezdetű magyar népdalt Domokos Péter Pál gyűjtötte Bogdánfalván 1929-ben. Középkori, hangszeres eredetű táncdal.
Feldolgozások:
| Szerző            | Mire               | Mű                                    |
| ----------------- | ------------------ | ------------------------------------- |
| Vásárhelyi Zoltán | két egynemű szólam | Erdő-mező, 9. kotta                   |
| Veress Sándor     | kétszólamú kórus   |                                       |
| Szőnyi Erzsébet   | egynemű kar        | 33 könnyű kórus népdalokra, 12. kotta |

## Kotta és dallam
| Hídló végén, padló végén karikás táncot járják, hídló végén, padló végén karikás táncot járják. | Elől járja János bíró gombos dolmányában, hátul járja Mári asszony csipkés rokolyában. |

A hídló (más szóval hídlás) (általában istállónak vagy börtönnek) alul üreges deszkapadlózata, amely alá a híg ürülék, vizelet lefolyik.
A karikás tánc mai neve körtánc.
A dolmány a mai zakóhoz hasonló, annál hosszabb, testhezálló, felálló gallérú, férfi posztó felsőruha.
A rokolya finom, legtöbbször fehér vászonból készült szoknya.

## Felvételek
- Hídló végén. Ovitévé  YouTube (2013. szeptember 13.)  (Hozzáférés: 2016. április 11.) (audió)
- Hidló végén, padló végén. cimbalom.nl (Hozzáférés: 2016. április 11.) (audió) arch